# Studienzentrum für Kernenergie
Das Studienzentrum für Kernenergie (niederländisch Studiecentrum voor Kernenergie • französisch Centre d'Étude de l'énergie Nucléaire, kurz SCK•CEN) in Mol wurde 1952 als Belgisches Nuklearforschungszentrum gegründet und geht auf die Initiative von Pierre Ryckmans zurück. Ein Vertrag über die Erschließung der Uranvorkommen in Belgisch-Kongo war bereits im September 1944 mit den USA und Großbritannien geschlossen worden.
Der Baubeginn für den ersten Forschungsreaktor BR-1 war am 1. Januar 1954. Der Reaktor BR-3 war als erster kommerzieller Kernreaktor Belgiens und erster kommerziell Strom erzeugender Druckwasserreaktor Europas von 1962 bis 1987 in Betrieb.
Bei den meisten Reaktoren handelt es sich um Forschungsreaktoren. Die Reaktoren BR-1 und BR-2 sind noch in Betrieb, der Reaktor VENUS ist temporär abgeschaltet und der BR-02 ist stillgelegt.
Von 1967 bis 1974 wurde hier die Eurochemic, eine Wiederaufarbeitungsanlage, betrieben.

## Kernreaktoren

Kühltürme des BR2 (Belgian Reactor 2) am Boeretang See.

### BR-1
Der Baubeginn für den Forschungsreaktor BR-1 war am 1. Januar 1954. Im Mai 1956 wurde er als erster belgischer Forschungsreaktor kritisch. Es handelt sich um einen luftgekühlten Reaktor mit Graphit als Moderator, Natururan als Brennstoff und einer thermischen Leistung von insgesamt 4 MW.

### BR-2
Der Baubeginn für den leichtwassergekühlten Reaktor mit einer thermischen Leistung von 100 MW war am 1. Januar 1958, sodass er am 29. Juni 1961 in Betrieb gehen konnte.

### BR-3
Der dritte Reaktor war ein amerikanischer Lizenzbau und Prototyp-Druckwasserreaktor von Westinghouse mit einer thermischen Leistung von 40,9 MW und elektrischer Leistung von netto 10 MW, brutto 12 MW. Der Baubeginn war am 1. November 1957. BR-3 wurde im August 1962 zum ersten Mal kritisch. Im Oktober 1962 wurde er erstmals mit dem Stromnetz synchronisiert und ging noch am selben Tag in den kommerziellen Leistungsbetrieb. Am 30. Juni 1987 wurde das Kraftwerk endgültig stillgelegt.

### VENUS
Der Nullleistungsreaktor VENUS (Vulcain Experimental Nuclear Study) wurde nach dem Baubeginn am 1. Januar 1963 im April 1964 erstmals kritisch. Er wurde im Januar 2007 vorläufig abgeschaltet und befindet sich in einer Umbauphase.

### BR-4
Ein weiterer kommerzieller Reaktor, ein Druckwasserreaktor mit 1000 MW Leistung, war vage geplant.

## Daten der Reaktoren
Im Studienzentrum befand sich ein kommerzieller Kraftwerksblock:
| Reaktorblock | Reaktortyp         | Netto- leistung | Brutto- leistung | Baubeginn  | Netzsyn- chronisation | Kommer- zieller Betrieb | Abschal- tung |
| ------------ | ------------------ | --------------- | ---------------- | ---------- | --------------------- | ----------------------- | ------------- |
| BR-3         | Druckwasserreaktor | 10 MW           | 12 MW            | 01.11.1957 | 10.10.1962            | 10.10.1962              | 30.06.1987    |

Im Kernforschungszentrum werden bzw. wurden vier Forschungsreaktoren betrieben:
| Reaktorblock                | Reaktortyp | Thermische Leistung | Baubeginn  | Erste Kritikalität | Status                                    |
| --------------------------- | ---------- | ------------------- | ---------- | ------------------ | ----------------------------------------- |
| BR-1                        | GRAPHITE   | 4.000,0 kW          | 01.01.1954 | 11.05.1956         | In Betrieb                                |
| BR-2                        | TANK       | 100.000,0 kW        | 01.01.1958 | 29.06.1961         | In Betrieb                                |
| BR-02, Power Mockup of BR-2 | POOL       | 0,5 kW              | 01.01.1959 | 01.12.1959         | Stillgelegt seit 01.03.1993               |
| VENUS                       | NULL       | 0,5 kW              | 30.04.1960 |                    | Temporär abgeschaltet seit 3. Januar 2007 |

## Weitere Forschungsprojekte
Am Standort des Forschungszentrum soll auch das Transmutationsprojekt MYRRHA entstehen. Hier soll mit Hilfe eines ADS erforscht werden, ob es möglich und sinnvoll ist, die Halbwertszeiten von radioaktivem Abfall mit einer solchen Anlage zu verkürzen.